# オーストラリアの司法制度
オーストラリアの司法制度は、自治権を持つオーストラリアの州と特別地域とでそれぞれ構造の異なる、独自の裁判所と議会である。また、司法制度は州ごとに影響し合うが、法的拘束力は持たない。オーストラリア連邦議会で可決された法律は、全国土に適用される。
現在のオーストラリアの司法制度と政府の体制は、歴史的にイギリスの制定法の法的妥当性を継受している。1900年制定のオーストラリア連邦法（Commonwealth of Australia Constitution Act 1900）はその一つである。

## 英国法の継受
オーストラリアの司法機関と法律の慣習が単一文化的性質であるのはイギリスを起源とするためである。現代の国際法の概念、ソフィズム（詭弁）、私有の考えを理由に、イギリスはアボリジニの人々がオーストラリア大陸を法的に所有するには原始的すぎると判断した。イギリスはニューホランド（当時はこの名で知られていた）を、無主地を意味するテラ・ナリアスとして扱うことにした。 イギリス人が入植した無人の土地に英国法が適用されることを枢密院(Privy Council)が認めて以来、アボリジニ先住の土地やアボリジニの習慣、掟は居場所を失った。1828年にオーストラリア裁判所法により同年までに可決された全ての英国法が可能な限りニューサウスウェールズ州、及びファン・ディーメンズランド（タスマニア）に適用されることが明記された。クイーンズランド州とビクトリア州は元々ニューサウスウェールズ州の一部であったため、同日に英国法が適用された。しかし、英国法が南オーストラリア州、西オーストラリア州に適用された日は異なる。ニューサウスウェールズ植民地に設置された初期の民事および刑事裁判所は未発達で適用性があり、軍事的であった。司法の正当性が常に遵守されていたわけではないが、裁判所は総督の権限を制限した。また、植民地における法律は英国法よりも平等であることがしばしばあった。
裁判制度は、英国議会の法律を通して英国のモデルを基盤にして1824年までに築かれた。1823年にはニューサウスウェールズ法によりすべての刑事及び民事裁判を「王座裁判所、民訴裁判所、国会議事堂の財務裁判所と同様に」裁ける基盤となる最高裁判所が設置された。治安裁判所、四季裁判所、請願裁判所を含む下級裁判所も設置された。 
1840年代から1850年代にかけて代議政治が台頭し、19世紀後半には多大な自治権が地方議会に与えられた。植民地議会は無記名投票や婦人参政権など、英国で実現するまで長年要した改革を推し進めた。にもかかわらず、各植民地にまで影響力を持つ英国議会法は、植民地議会において制定された法律を無効にする「最高権力」を持っていた。英国において新たに定められた原則がオーストラリアにおいてもコモン・ロー（英: common law）として適用される状態は続いた。例としては、現代のネグリジェンス（英：Negligence）法の発端である有名なドナヒュー対スティーヴンソン事件の原則は、コモン・ローが継受された時点で適用されることが潜在的に決まっていた。

## 英国とオーストラリアの不一致

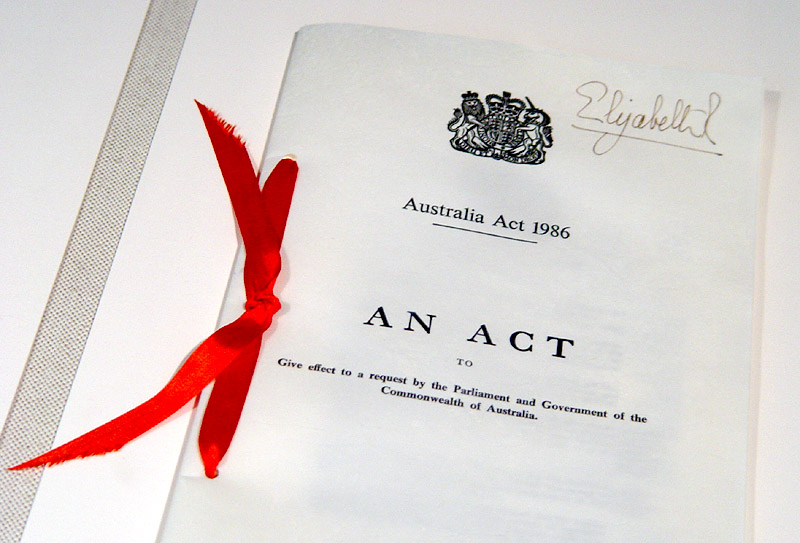
キャンベラの国会議事堂に保管されている1986年オーストラリア法（英国）の書類

オーストラリア連邦憲法は英国議会の法律である一方で、20世紀になるとオーストラリア政府における英国の役割は名目上のものになっていった。また、連邦政府は司法関連の文脈では通常　“the Federal Government” ではなく”the Commonwealth” と言及される。
しかし、オーストラリア議会の独立の機運が高まることはなかった。自治領の同意を得ずに英国法が自治領に適用されることを明記した1931年ウェストミンスター憲章に向けての会議にオーストラリア各州の代表は参加しなかった。オーストラリア連邦はウェストミンスター憲章を1942年まで行使することはなかった。英国議会、連邦議会において可決された1986年オーストラリア法制定にあたり、ついに議会の完全なる独立を果たした。自治領の同意と要請により英国で法律が可決され、その法律が州議会や連邦議会に適用されることはなくなった。オーストラリアの全ての裁判所から枢密院への抗告も完全に廃止された。オーストラリア法は英国からの象徴的な独立を意味した。これは、法案に署名をするためにエリザベス二世が来豪したことによって強調された。20世紀最後の四半世紀の議会の独立と並列してオーストラリアと英国のコモンローの不一致が益々見られるようになった。加えて、1969年ニューサウスウェールズ州植民地法適用法など、オーストラリアに継受された多くの英国の法律が州議会で廃止された。
オーストラリアの共和主義運動は1990年代に起こった。この運動は、オーストラリアを立憲君主制から共和主義の政府にすることを願ったものであった。

## 法の起源
オーストラリアの司法の起源の議論は、連邦という構造により複雑化されている。連邦では、州憲法、連邦憲法と二種類の成文憲法が存在する。さらに、制定法にも二種類あり、州と連邦の制定法が重複する場合は、連邦憲法がどちらの制定法が正当かを決定する。
豪州法制度改革委員は法務長官そして法的範囲によっては市民の改革案を調査する。

### 憲法
英国議会が可決したオーストラリア連邦法により、1901年にオーストラリアは連邦となった。オーストラリア連邦憲法にあたり、「英国法を踏襲し、オーストラリアの民主主義を根幹とする」憲法を制定するために10年近く議論を重ねた。 
オーストラリア連邦憲法は、連邦議会の司法権は英国王、上院、そして下院に与えられると明記した。国王の議会における役割は裁可を下すことであり、この権限は法務長官が代わりに行使する。現在オーストラリアでは、国王は議会を承認する役割は担っていない。
連邦政府の権限も憲法に明記されている。第51項に、オーストラリア議会が法律を制定できる範囲が明記されている。司法の衝突があった際には、連邦法が適用される。しかし、連邦法が可決されるのは憲法によって認められた範囲の事項だけである。議論になった際にはオーストラリア最高裁判所が、連邦政府に権限があるかどうかを裁定する。また、連邦議会は一つまたは複数の州議会にとって言及された法律を制定することができる上、オーストラリア連邦の権限に不随する法律を制定することもできる。オーストラリア連邦議会のみが制定できる範囲の法律もあり、連邦政府の所在地、公共サービスの管理などがこれにあたる。
憲法三章はオーストラリア最高裁判所の設置、加えて他の連邦裁判所、または連邦政府の権限を州の裁判所に付与することを認めている。オーストラリアの裁判所は憲法に関する裁判においては、枢密院への抗告を認めている。最高裁判所から枢密院への抗告と州の裁判所から枢密院への抗告はそれぞれ1975年、1986年についに廃止された。 
憲法は数点において人権を保障している。これは米国の権利章典とは比較にならないほど少ない。明記されている人権の政治的表現の自由や州間における公認資格の認知などは、最高裁判所において法的解釈によって判断されるとされている。

### 制定法
法律が改正されるべきだと政府が同意した場合、議会の法廷弁護士により法案が起草される。法案は破棄、改正、または承認される前に、両院により読み上げられ議論される。承認された法案は、州総督または連邦総督の承認を得られなければならない。連邦議会は地方議会や法律の執行官庁や政府機関に法律の制定を委託することがよくある。
制定法のほとんどは弁護士や裁判官のためではなく、行政上の決定権を握る人物によって行使されるためのものである。法律によっては法的解釈の幅が大きいものがあり、これは法律の影響力が大きい場合、または影響を受ける者たちが裁かれる場合である。
裁判において訴訟当事者に優位に働くような解釈が用いられることはよくある一方で、裁判所の解釈は訴訟当事者が提示したそれに縛られることはない。
オーストラリアの法律は制定法の解釈という従来のアプローチから逸脱した。主流のアプローチは規範が厳格に適用されることがないようにすることである。なぜなら、最優先の目標は議会の意向に沿った形で制定法を解釈することだからである。この合目的アプローチは制定法によって推進されている。全ての州、準州の法律は外部資料を参照することがある。

### コモン・ロー
アメリカ合衆国の最高裁判所と違い、1903年に設置されたオーストラリアの最高裁判所(High Court of Australia)は州の最高裁判所からの上訴を受け付ける。かくしてオーストラリアのコモン・ローは統一される。
アメリカ合衆国と異なり、オーストラリアの最高裁判所(High Court of Australia)は州や準州の最高裁判所の上に位置する。1963年以前、最高裁判所は貴族院の裁定に法的拘束力を持たせており、オーストラリアと英国のコモン・ローは一貫性があった。1978年、最高裁判所は枢密院の司法委員会の法的拘束力を解除した。南オーストラリア州では地方裁判所で賠償金の支払いを裁定することができるようになった。クイーンズランド州においても、刑事裁判を行った法廷で賠償金の支払いを裁定することが可能となった。タスマニア州では、タスマニア最高裁判所の司法官、記録官や準記録官により賠償金支払い裁定が行われる。